# 厚生省
厚生省（日语：／ Kōsei shō */?）是主管福利事務、已經廢止的日本中央省廳，後來演變為厚生勞動省。“厚生”出自中國古代《書經・虞書・大禹謨》篇大禹所說的“正德、利用、厚生、惟和”，意謂「厚民之生」，意即使人民生計溫厚，衣食豐足。

## 沿革
- 1938年（昭和13年）1月11日：設置厚生省。
- 1947年（昭和22年）9月1日：勞動行政部門作為勞動省分離。
- 2001年（平成13年）1月5日：中央省廳再編實施，與勞動省再統合，厚生勞動省成立。

## 組織
- 大臣官房
- 健康政策局
- 保健醫療局
  - 國立醫院部
- 生活衛生局
- 醫藥局
- 社會・掩護局
- 老人保健福祉局
- 兒童家庭局
- 保險局
- 年金局

## 歷代厚生大臣
厚生大臣（日文：こうせいだいじん）是日本廢除的國務大臣，管轄了社會保障行政。
| 代 | 姓名       | 內閣            | 在任期間                                         | 政黨         |
| -- | ---------- | --------------- | ------------------------------------------------ | ------------ |
| 1  | 木戶幸一   | 第1次近衛內閣   | 1938年1月11日 1943年5月26日為止由文部大臣兼任    |              |
| 2  | 廣瀨久忠   | 平沼內閣        | 1939年1月5日                                     |              |
| 3  | 小原直     | 阿部內閣        | 1939年8月30日 內務大臣兼任                       |              |
| 4  | 秋田清     | 阿部內閣        | 1939年11月29日                                   |              |
| 5  | 吉田茂     | 米內內閣        | 1940年1月16日                                    |              |
| 6  | 安井英二   | 第2次近衛內閣   | 1940年7月22日 內務大臣兼任                       |              |
| 7  | 金光庸夫   | 第2次近衛內閣   | 1940年9月28日                                    |              |
| 8  | 小泉親彥   | 第3次近衛內閣   | 1941年7月18日                                    |              |
| 9  | 小泉親彥   | 東條內閣        | 1941年10月18日                                   |              |
| 10 | 廣瀨久忠   | 小磯內閣        | 1944年7月22日                                    |              |
| 11 | 相川勝六   | 小磯內閣        | 1945年2月10日                                    |              |
| 12 | 岡田忠彥   | 鈴木（貫）內閣  | 1945年4月7日                                     |              |
| 13 | 松村謙三   | 東久邇內閣      | 1945年8月17日                                    | 大日本政治會 |
| 14 | 蘆田均     | 幣原內閣        | 1945年10月9日                                    | 日本自由黨   |
| 15 | 河合良成   | 第1次吉田內閣   | 1946年5月22日                                    | 民間         |
| -  | 吉田茂     | 第1次吉田內閣   | 1947年5月22日 首相臨時代理                       | 日本自由黨   |
| -  | 片山哲     | 片山內閣        | 1947年5月24日 首相臨時代理                       | 日本社會黨   |
| 16 | 一松定吉   | 片山內閣        | 1947年6月1日                                     | 民主黨       |
| 17 | 竹田儀一   | 蘆田內閣        | 1948年3月10日                                    | 民主黨       |
| -  | 吉田茂     | 第2次吉田內閣   | 1948年10月15日 首相臨時代理                      | 民主自由黨   |
| 18 | 林讓治     | 第2次吉田內閣   | 1948年3月10日 副首相兼任                         | 民主自由黨   |
| 19 | 林讓治     | 第3次吉田內閣   | 1949年2月16日 副首相兼任                         | 民主自由黨   |
| 20 | 黑川武雄   | 第3次吉田內閣   | 1950年6月28日                                    | 自由黨       |
| 21 | 橋本龍伍   | 第3次吉田內閣   | 1951年7月4日 行政管理廳兼任                      | 自由黨       |
| 22 | 吉武惠市   | 第3次吉田內閣   | 1952年1月18日 勞動大臣兼任                       | 自由黨       |
| 23 | 山縣勝見   | 第4次吉田內閣   | 1952年10月30日                                   | 自由黨       |
| 24 | 山縣勝見   | 第5次吉田內閣   | 1953年5月21日                                    | 自由黨       |
| 25 | 草葉隆圓   | 第5次吉田內閣   | 1954年1月9日                                     | 自由黨       |
| 26 | 鶴見祐輔   | 第1次鳩山內閣   | 1954年12月10日                                   | 日本民主黨   |
| 27 | 川崎秀二   | 第2次鳩山內閣   | 1955年3月19日                                    | 日本民主黨   |
| 28 | 小林英三   | 第3次鳩山內閣   | 1955年11月22日                                   | 自由民主黨   |
| -  | 石橋湛山   | 石橋內閣        | 1956年12月23日 首相臨時代理                      | 自由民主黨   |
| 29 | 神田博     | 石橋內閣        | 1956年12月23日                                   | 自由民主黨   |
| 30 | 神田博     | 第1次岸內閣     | 1957年2月25日                                    | 自由民主黨   |
| 31 | 堀木鎌三   | 第1次岸內閣     | 1957年7月10日                                    | 自由民主黨   |
| 32 | 橋本龍伍   | 第2次岸內閣     | 1958年6月12日 1958年12月31日起由文部大臣臨時代理 | 自由民主黨   |
| 33 | 坂田道太   | 第2次岸內閣     | 1959年1月12日                                    | 自由民主黨   |
| 34 | 渡邊良夫   | 第2次岸內閣     | 1959年4月24日                                    | 自由民主黨   |
| 35 | 中山マサ   | 第1次池田內閣   | 1960年7月19日                                    | 自由民主黨   |
| 36 | 古井喜實   | 第2次池田內閣   | 1960年12月8日                                    | 自由民主黨   |
| 37 | 灘尾弘吉   | 第2次池田內閣   | 1961年7月18日                                    | 自由民主黨   |
| 38 | 西村英一   | 第2次池田內閣   | 1962年7月18日                                    | 自由民主黨   |
| 39 | 小林武治   | 第2次池田內閣   | 1963年7月18日                                    | 自由民主黨   |
| 40 | 小林武治   | 第3次池田內閣   | 1963年12月9日                                    | 自由民主黨   |
| 41 | 神田博     | 第3次池田內閣   | 1964年7月18日                                    | 自由民主黨   |
| 42 | 神田博     | 第1次佐藤內閣   | 1964年11月9日                                    | 自由民主黨   |
| 43 | 鈴木善幸   | 第1次佐藤內閣   | 1965年6月3日                                     | 自由民主黨   |
| 44 | 坊秀男     | 第1次佐藤內閣   | 1966年12月3日                                    | 自由民主黨   |
| 45 | 坊秀男     | 第2次佐藤內閣   | 1967年2月17日                                    | 自由民主黨   |
| 46 | 園田直     | 第2次佐藤內閣   | 1967年11月25日                                   | 自由民主黨   |
| 47 | 齋藤昇     | 第2次佐藤內閣   | 1968年11月30日                                   | 自由民主黨   |
| 48 | 內田常雄   | 第3次佐藤內閣   | 1970年1月14日                                    | 自由民主黨   |
| 49 | 齋藤昇     | 第3次佐藤內閣   | 1971年7月5日                                     | 自由民主黨   |
| 50 | 塩見俊二   | 第1次田中內閣   | 1971年7月5日                                     | 自由民主黨   |
| 51 | 齋藤邦吉   | 第2次田中內閣   | 1972年12月22日                                   | 自由民主黨   |
| 52 | 福永健司   | 第2次田中內閣   | 1974年11月11日                                   | 自由民主黨   |
| 53 | 田中正巳   | 三木內閣        | 1974年12月9日                                    | 自由民主黨   |
| 54 | 早川崇     | 三木內閣        | 1976年9月15日                                    | 自由民主黨   |
| 55 | 渡邊美智雄 | 福田（赳）內閣  | 1976年12月14日                                   | 自由民主黨   |
| 56 | 小澤辰男   | 福田（赳）內閣  | 1977年11月28日                                   | 自由民主黨   |
| 57 | 橋本龍太郎 | 第1次大平內閣   | 1978年12月7日                                    | 自由民主黨   |
| 58 | 野呂恭一   | 第2次大平內閣   | 1979年11月9日                                    | 自由民主黨   |
| 59 | 齋藤邦吉   | 鈴木（善）內閣  | 1980年7月17日                                    | 自由民主黨   |
| 60 | 園田直     | 鈴木（善）內閣  | 1980年9月19日                                    | 自由民主黨   |
| 61 | 村山達雄   | 鈴木（善）內閣  | 1981年5月18日                                    | 自由民主黨   |
| 62 | 森下元晴   | 鈴木（善）內閣  | 1981年11月30日                                   | 自由民主黨   |
| 63 | 林義郎     | 第1次中曾根內閣 | 1982年11月27日                                   | 自由民主黨   |
| 64 | 渡部恆三   | 第2次中曾根內閣 | 1983年12月27日                                   | 自由民主黨   |
| 65 | 增岡博之   | 第2次中曾根內閣 | 1984年11月1日                                    | 自由民主黨   |
| 66 | 今井勇     | 第2次中曾根內閣 | 1985年12月28日                                   | 自由民主黨   |
| 67 | 齋藤十朗   | 第3次中曾根內閣 | 1986年7月22日                                    | 自由民主黨   |
| 68 | 藤本孝雄   | 竹下內閣        | 1987年11月6日                                    | 自由民主黨   |
| 69 | 小泉純一郎 | 竹下內閣        | 1988年12月27日                                   | 自由民主黨   |
| 70 | 小泉純一郎 | 宇野內閣        | 1989年6月3日                                     | 自由民主黨   |
| 71 | 戶井田三郎 | 第1次海部內閣   | 1989年8月10日                                    | 自由民主黨   |
| 72 | 津島雄二   | 第2次海部內閣   | 1990年2月28日                                    | 自由民主黨   |
| 73 | 下條進一郎 | 第2次海部內閣   | 1990年12月29日                                   | 自由民主黨   |
| 74 | 山下德夫   | 宮澤內閣        | 1991年11月5日                                    | 自由民主黨   |
| 75 | 丹羽雄哉   | 宮澤內閣        | 1992年12月12日                                   | 自由民主黨   |
| 76 | 大內啓伍   | 細川內閣        | 1993年8月9日                                     | 民社黨       |
| -  | 羽田孜     | 羽田內閣        | 1994年4月28日 內閣總理大臣臨時代理               | 新生黨       |
| 77 | 大內啓伍   | 羽田內閣        | 1994年4月28日                                    | 民社黨       |
| 78 | 井出正一   | 村山內閣        | 1994年6月30日                                    | 新黨さきがけ |
| 79 | 森井忠良   | 村山內閣        | 1995年8月8日                                     | 日本社會黨   |
| 80 | 菅直人     | 第1次橋本內閣   | 1996年1月11日                                    | 新黨さきがけ |
| 81 | 小泉純一郎 | 第2次橋本內閣   | 1996年11月7日                                    | 自由民主黨   |
| 82 | 宮下創平   | 小淵內閣        | 1998年7月29日                                    | 自由民主黨   |
| 83 | 丹羽雄哉   | 小淵內閣        | 1999年10月5日                                    | 自由民主黨   |
| 84 | 丹羽雄哉   | 第1次森內閣     | 2000年4月5日                                     | 自由民主黨   |
| 85 | 津島雄二   | 第2次森內閣     | 2000年7月4日                                     | 自由民主黨   |
| 86 | 坂口力     | 第2次森內閣     | 2000年12月5日 勞動大臣兼任                       | 公明黨       |

- 粗體字是日後擔任首相者。

## 關連項目
- 勞働省
- 厚生勞動省
- 南弘 - 「厚生省」命名者
- 社會保險廳
- 國立醫院
- 國立療養所
- 國立漢生病療養所
- 日本國立醫院・國立療養所列表